# Печать по требованию

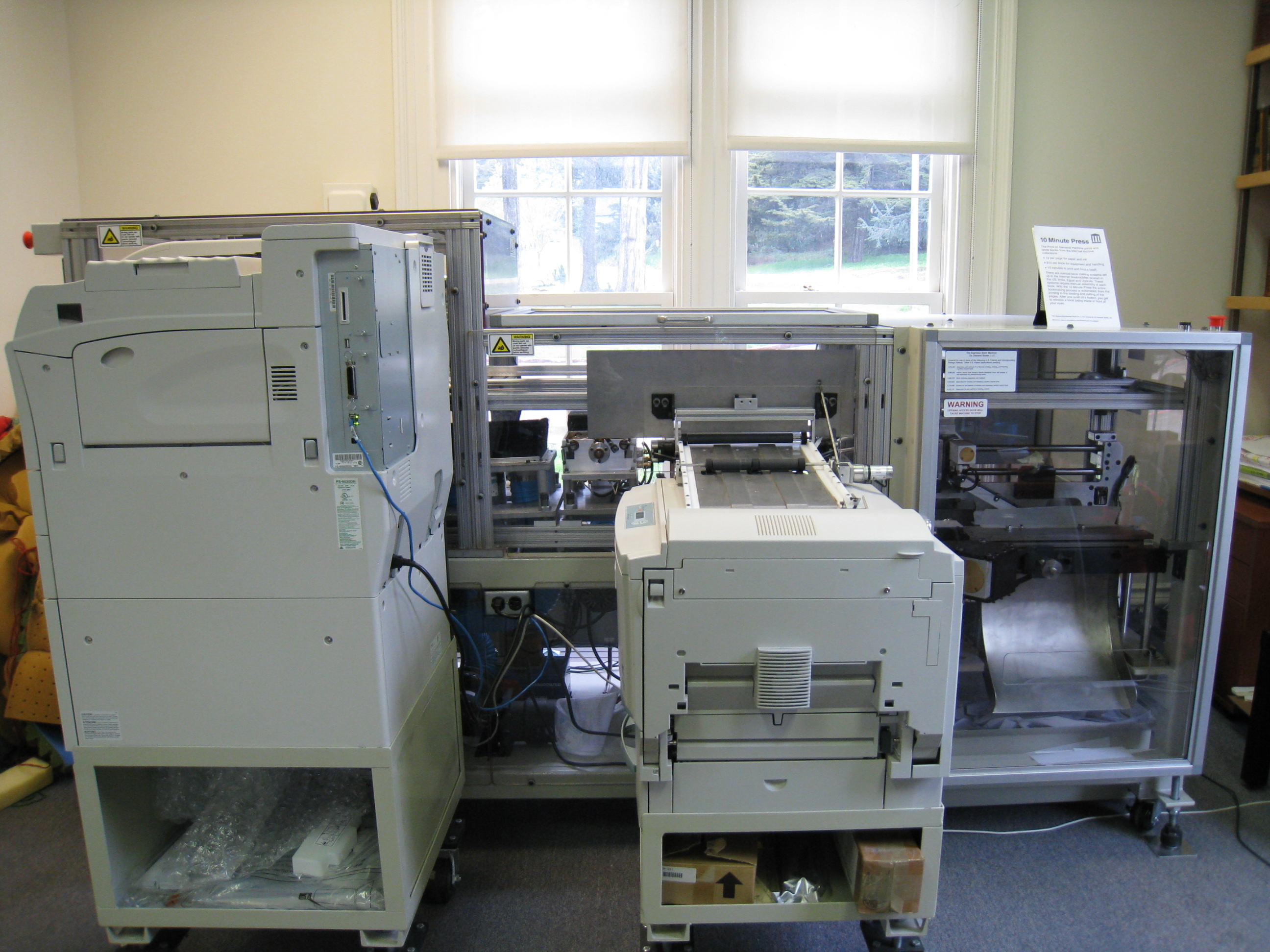
Устройство для печати по требованию в штаб-квартире компании Internet Archive в Сан-Франциско, штат Калифорния

Печать по требованию (англ. print on demand, POD; также известна как издательство по требованию) — издательская технология, при которой новые экземпляры книги печатаются только тогда, когда поступает соответствующий запрос от покупателя.
В последнее время технология используется в целях исследования рыночного спроса и сокращения среднего тиража издателем. Выкупленные малые тиражи оперативно допечатываются, что уменьшает риски перепроизводства и оптимизирует затраты издателя.

## Описание

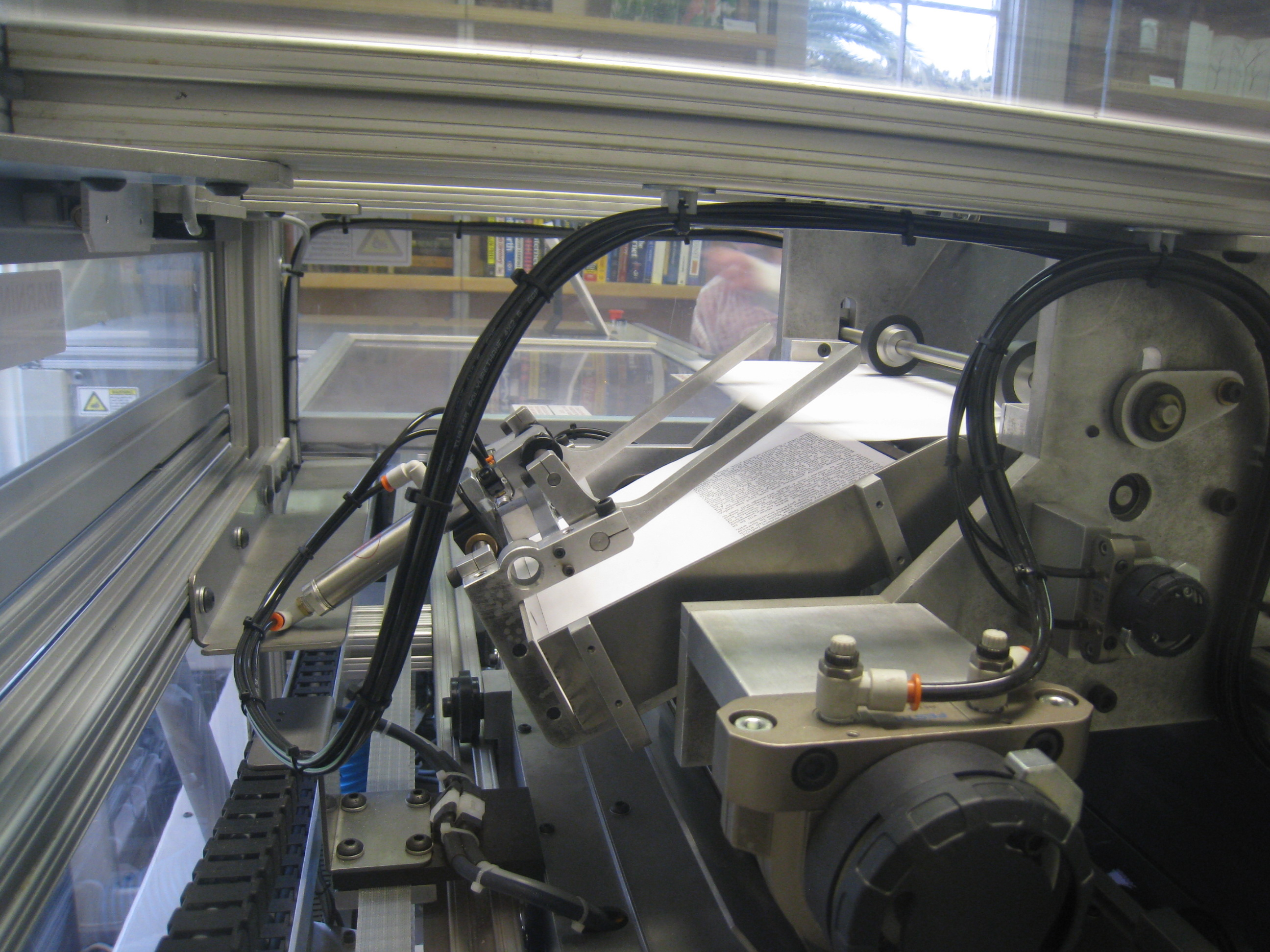
В зависимости от количества страниц в книге, печать занимает от 5 до 20 минут

Данная технология стала возможна с развитием цифровой печати, так как ранее было экономически невыгодно печатать единичные экземпляры книг по традиционной технологии высокой или офсетной печати. Технология была впервые представлена в феврале 1997 года в Стокгольме.
Многие академические, университетские и научные издательства используют печать по требованию, чтобы поддерживать широкий выбор своих книг. Большие издательства могут использовать данную технологию в особых случаях, например, при переиздании старых и редких книг ограниченным тиражом или с целью маркетинговых проб.
Печать по требованию является способом напечатать издание по фиксированной цене за экземпляр, независимо от размера заказа. В то время как цена на единицу каждого физически напечатанного экземпляра получается выше, чем при использовании традиционных методов печати, для маленьких тиражей средняя стоимость оказывается ниже, потому что затраты на развёртывание и обслуживание оборудования значительно меньше.
Печать по требованию имеет другие выгоды помимо более низких затрат (для маленьких тиражей):
- техническая установка обычно более быстра, чем печать по традиционной технологии;
- не требуется хранить тиражи книги или материалов для печати на складе, уменьшая тем самым затраты на хранение, стоимость погрузочно-разгрузочных работ и т. д.;
- отсутствуют нереализованные экземпляры публикаций.

Эти преимущества уменьшают риски, связанные с публикацией книг и печатных изданий, и расширяют ассортимент для потребителей. Однако, это может также означать, что проверка качества публикаций не столь строга как для традиционных изданий.

## В России
Технология используется многими издательствами с 2010 года.
Сегодня современные цифровые технологии полиграфического производства используются большинством издательств на российском рынке.

## В остальном мире
Крупнейшей компанией на мировом рынке является INGRAM Content Group, компания имеет сеть производственных линий «печати по требованию» по всему миру, в том числе в России, где партнёром было выбрано АО «Т8 Издательские Технологии», что позволило вывести на локальный рынок около 2 млн наименований книг на иностранных языках.
В Германии печать по требованию используется, например, издательством SVH-Verlag, публикующим научные работы (дипломные, докторские) бесплатно для их авторов. Крупнейший производственный комплекс в Евросоюзе принадлежит компании Books on Demand GmbH.